# Spanische Luftstreitkräfte
Das Ejército del Aire y del Espacio (bis 2022 Ejército del Aire) sind die Luft- und Weltraumstreitkräfte der spanischen Streitkräfte. Sie bilden zusammen mit der Armada Española (Marine) und dem Ejército de Tierra (Armee) die spanischen Streitkräfte. Derzeit umfasst das Ejército del Aire rund 20.350 Berufssoldaten und über 400 Luftfahrzeuge.

## Geschichte

### Beginn der militärischen Luftfahrt

Lohner Pfeilflieger mit spanischem Hoheitszeichen

Am 2. April 1910 wurde durch ein königliches Dekret die militärische Luftfahrt in Spanien ins Leben gerufen. Eine Staffel von vier Pfeilfliegern des österreichischen Flugzeugfabrikanten Ludwig Lohner unter der Führung von Hauptmann Alfredo Kindelán führte am 17. Dezember 1913 über Tetuán einen der ersten Bombenabwürfe einer Fliegerstaffel der Welt durch. Einer der Piloten war der Infant Don Alfonso de Orleans. Weitere Staffelmitglieder waren Hauptmann Barrón, der selbst eine Maschine konstruierte (Barrón -W-), und Hauptmann Cifuentes. Die Bomben wurden per Hand aus den Maschinen geworfen.
Im Jahre 1924 ging mit dem vom spanischen Luftfahrtpionier Juan de la Cierva entwickelten Cierva C.6 der erste Tragschrauber (sp. Autogiro) der Geschichte in den Dienst einer Streitkraft. Dieser Drehflügler konnte auch von Seeflugzeug- und Luftschiffträgern aus operieren; das erste erfolgreiche Start- und Landungsmanöver dieser Art gelang 1934 auf der Dédalo.

### Bürgerkrieg

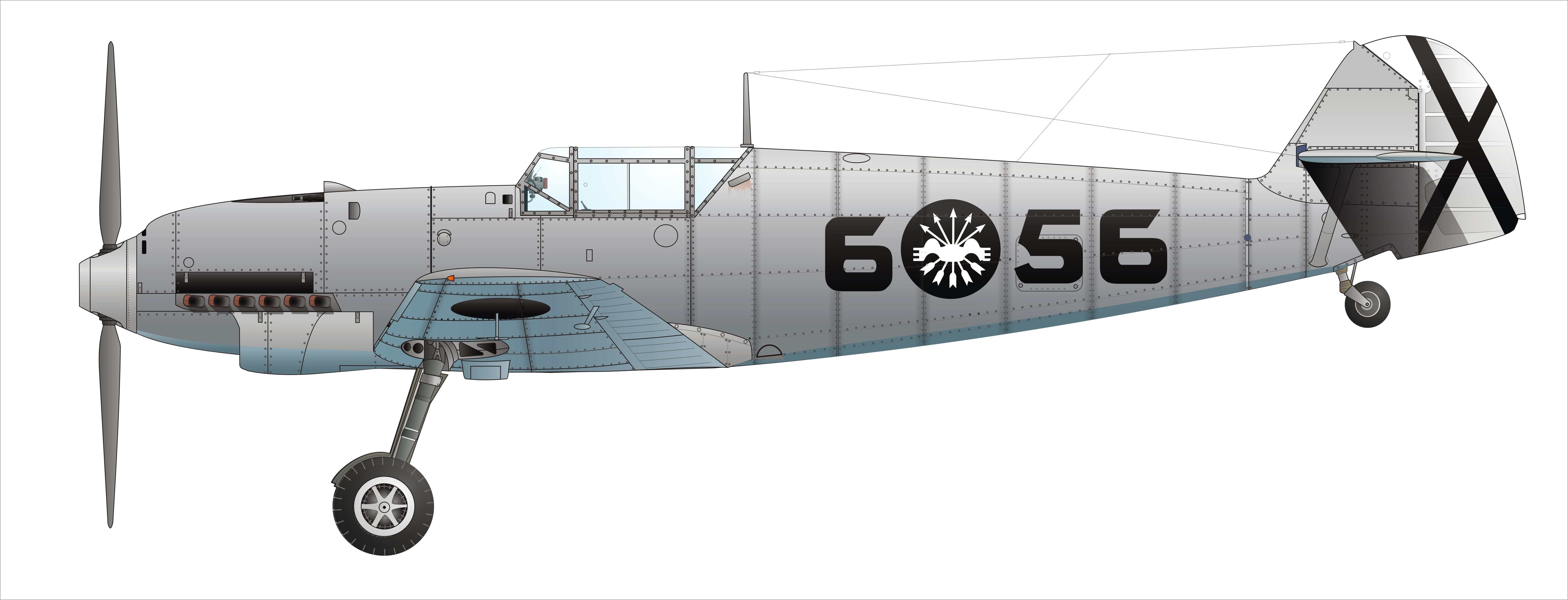
Bf 109C der Legion Condor

Während des Spanischen Bürgerkrieges teilte sich die militärische Luftfahrt in die Fuerzas Aéreas de la República Española (FARE, dt.: Luftstreitkräfte der Spanischen Republik) und die Aviación Nacional (Nationale Luftstreitkraft) der Putschisten unter General Franco. Während die Regierungstruppen vor allem von sowjetischer Seite mit Polikarpow I-15 und I-16 sowie Tupolew SB-2 beliefert wurden, so stützte sich die Luftwaffe der Putschisten auf Hilfe aus Deutschland (Legion Condor), großteils bestehend aus Junkers Ju 52, Heinkel He 111 und He 51, sowie Italien (Aviazione Legionaria), die sich vor allem aus Fiat CR.32 und Savoia-Marchetti SM.79 zusammensetzte. Entscheidend für den Ausgang des Luftkrieges zu Gunsten der nationalen Kräfte war aber der spätere Einsatz der zu diesem Zeitpunkt technisch überlegenen Messerschmitt Bf 109.

### Teilstreitkraft
Am 7. Oktober 1939 bekam das Ejército del Aire den offiziellen Status einer Teilstreitkraft. Sie setzte sich größtenteils aus den vom Bürgerkrieg übriggebliebenen Beständen der FARE und der Aviación Nacional zusammen, hinzu kamen vom Deutschen Reich zugekaufte Dornier Do 24 und Junkers Ju 88. Zwischen 1941 und 1943 nahmen spanische Flugzeuge im Rahmen der Blauen Division als Escuadrilla Azul (dt. Blaue Staffel) unter dem Oberbefehl von Wolfram von Richthofen am Russlandfeldzug teil.

### Francozeit nach 1945

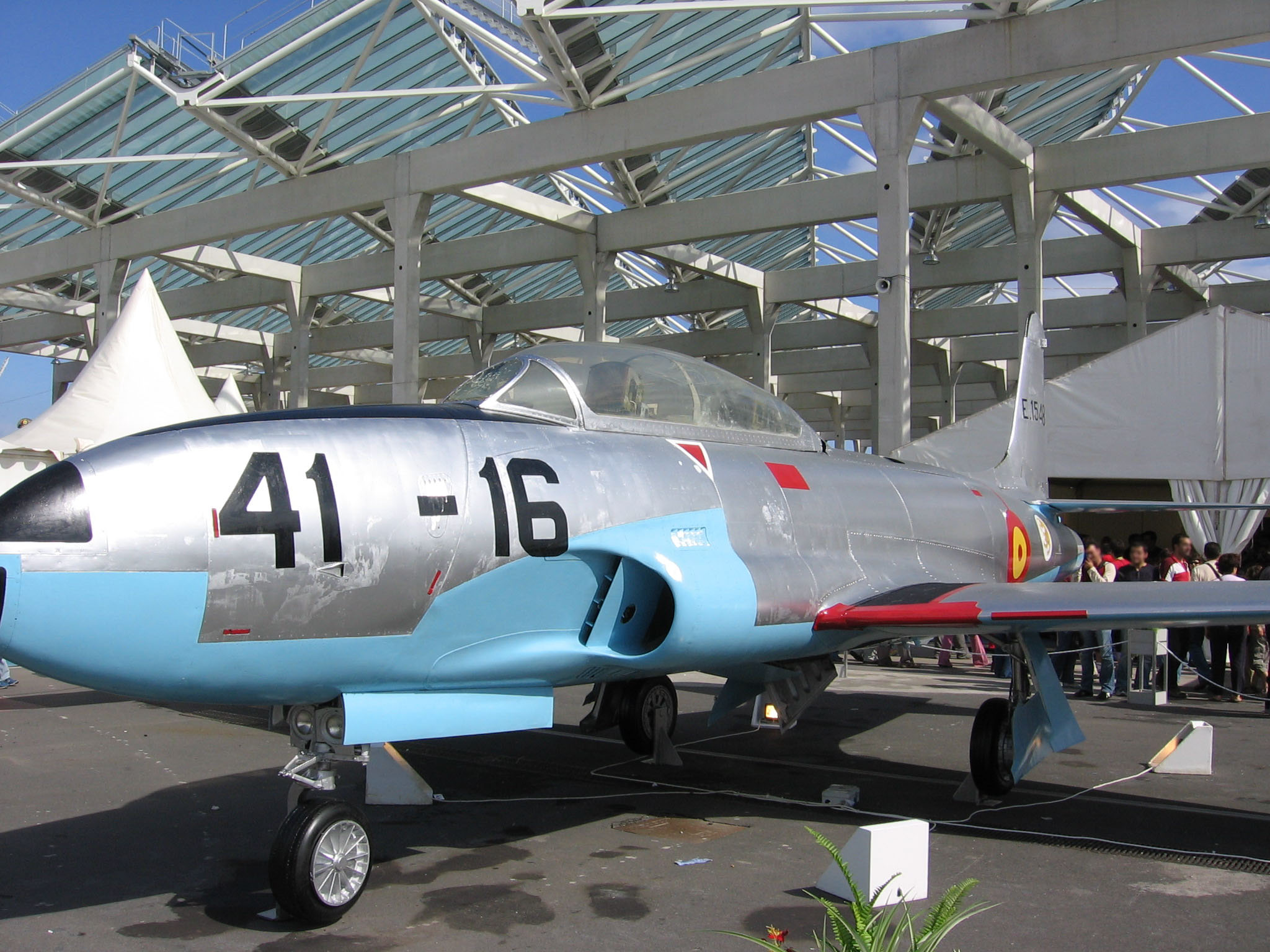
Lockheed T-33 der spanischen Luftstreitkräfte

Nach Ende des Zweiten Weltkrieges begannen die spanischen Flugzeughersteller Hispano Aviación und CASA diverse deutsche Maschinen unter Lizenz zu produzieren, bis schließlich ein 1953 mit den Vereinigten Staaten unterschriebener Vertrag die Lieferung modernerer Materialien ermöglichte. Die Luftstreitkräfte erhielten zu jener Zeit mit den North American F-86 und Lockheed T-33 erstmals Düsenjäger. Diese konnten allerdings aufgrund einer Klausel nicht im Ifni-Krieg (1957–58) eingesetzt werden, weshalb Spanien, letztlich erfolgreich, völlig veraltete He 111, Ju 52 und Bf-109 verwendete.

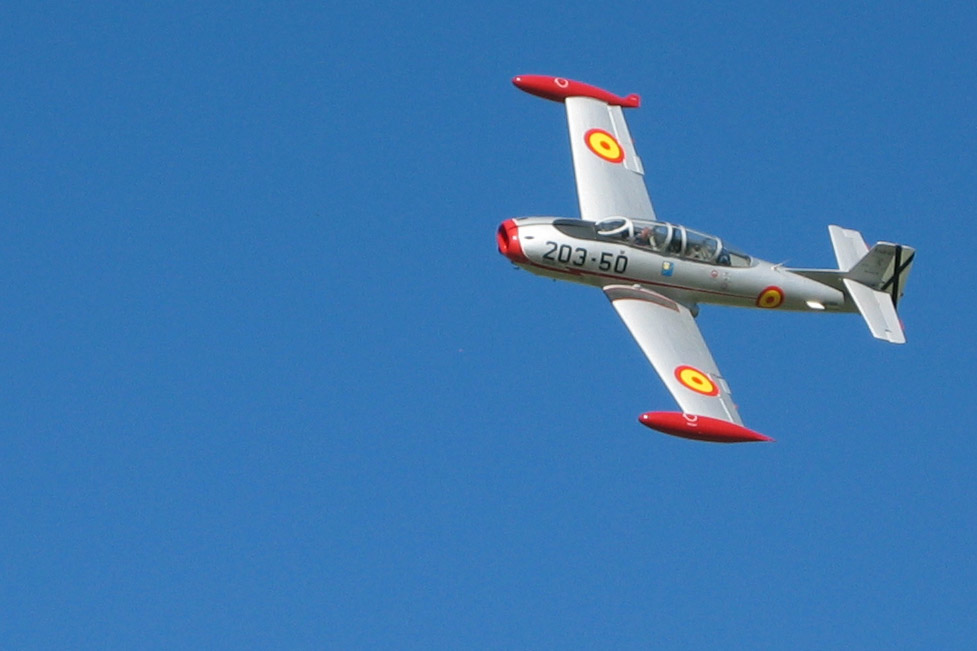
HA-200 „Saeta“

Zeitgleich wurde von der spanischen Firma Hispano Aviación die HA-200 Saeta (Pfeil), ein zweistrahliger Trainer und leichtes Erdkampfflugzeug, als Nachfolger der amerikanischen T-6 Texan entwickelt. Konstruiert wurde er von einem deutsch-spanischen Team unter der Leitung von Willy Messerschmitt. Es handelte sich um den ersten in Spanien entwickelten und gebauten Düsenjäger, er sollte bis 1982 im Dienst bleiben und war im Zuge des bewaffneten Konflikts zwischen Spanien und dem Frente Polisario 1974 auch in Westsahara im Kampfeinsatz.
Das Verbot der USA, die von ihnen gelieferten Jäger während des Ifni-Krieges und im Konflikt mit dem Frente Polisario zu verwenden, führte zu einem Umdenken in der spanischen Luftwaffe und in der Folge auch zum vermehrten Zukauf europäischer Kampfflugzeuge. Ab Anfang der 1970er Jahre wurden alte Bestände an F-86, T-33 sowie der 1965 hinzugekommenen Lockheed F-104 durch Mirage III und ab 1975 Mirage F1 ersetzt.

### Demokratie und Natobeitritt

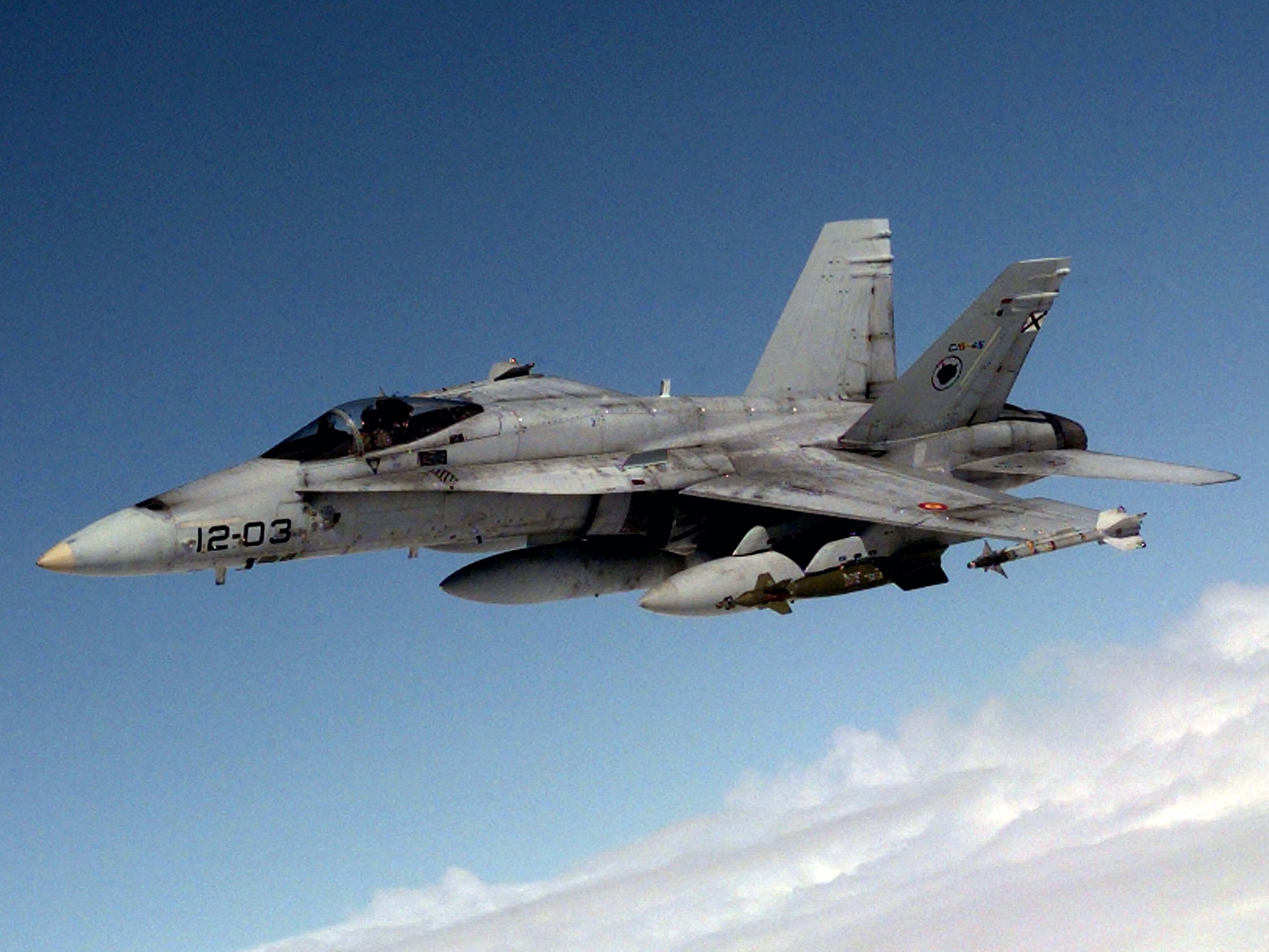
Spanische F/A-18 Hornet

Nach dem Tod von Francisco Franco wurde Spanien zu einer Demokratie und löste sich von seinem Isolationismus. Dies führte 1982 zu Spaniens NATO-Beitritt. Das ermöglichte die Kaufentscheidung für die F/A-18 Hornet, dem damals modernsten Mehrzweckkampfflugzeug der westlichen Welt. In einer ersten Bestellung wurden zwischen 1983 und 1990 insgesamt 72 neue Flugzeuge ausgeliefert, zwischen 1994 und 1995 folgten 24 weitere aus Beständen der United States Navy. Den ersten Kampfeinsatz hatten die spanischen F/A-18 während der Operation Deliberate Force.
Am 2. September 1985 schloss sich Spanien dem European Fighter Aircraft (EFA) Programm an, aus dem der Eurofighter EF 2000 hervorging. Das Ejército del Aire bestellte anfänglich 87 Flugzeuge. Durch Nachbestellungen erweiterte sich die Zahl der gekauften Flugzeuge auf 115 Stück. Zwei Staffeln wurden in den Geschwadern Ala 11 in Morón de la Frontera sowie Ala 14 in Albacete aufgestellt. Darüber hinaus dient eine weitere Staffel in Morón der Ausbildung. Die ersten Flugzeuge gingen im Oktober 2004 in Dienst, bis Dezember 2018 wurden 69 Maschinen ausgeliefert.
Die erste Kampfpilotin fand sich 2006 in den Reihen der Luftwaffe.
Ein weiteres europäisches Projekt mit spanischer Beteiligung ist das des taktischen Transportflugzeugs Airbus A400M. Spanien bestelle 27 Maschinen, die erste davon ging am 17. November 2016 in Dienst.
Am 14. Februar 2019 schloss sich Spanien dem Next Generation Weapon System in einem Future Combat Air System (NGWS/FCAS) an, einem Programm zur Entwicklung von bemannten und unbemannten Mehrzweckkampfflugzeugen der sechsten Generation.

## Auftrag
Sicherung der territorialen Integrität Spaniens, Luftverteidigung und Bereitstellung der Luftkomponente der spanischen Streitkräfte.

## Organisation

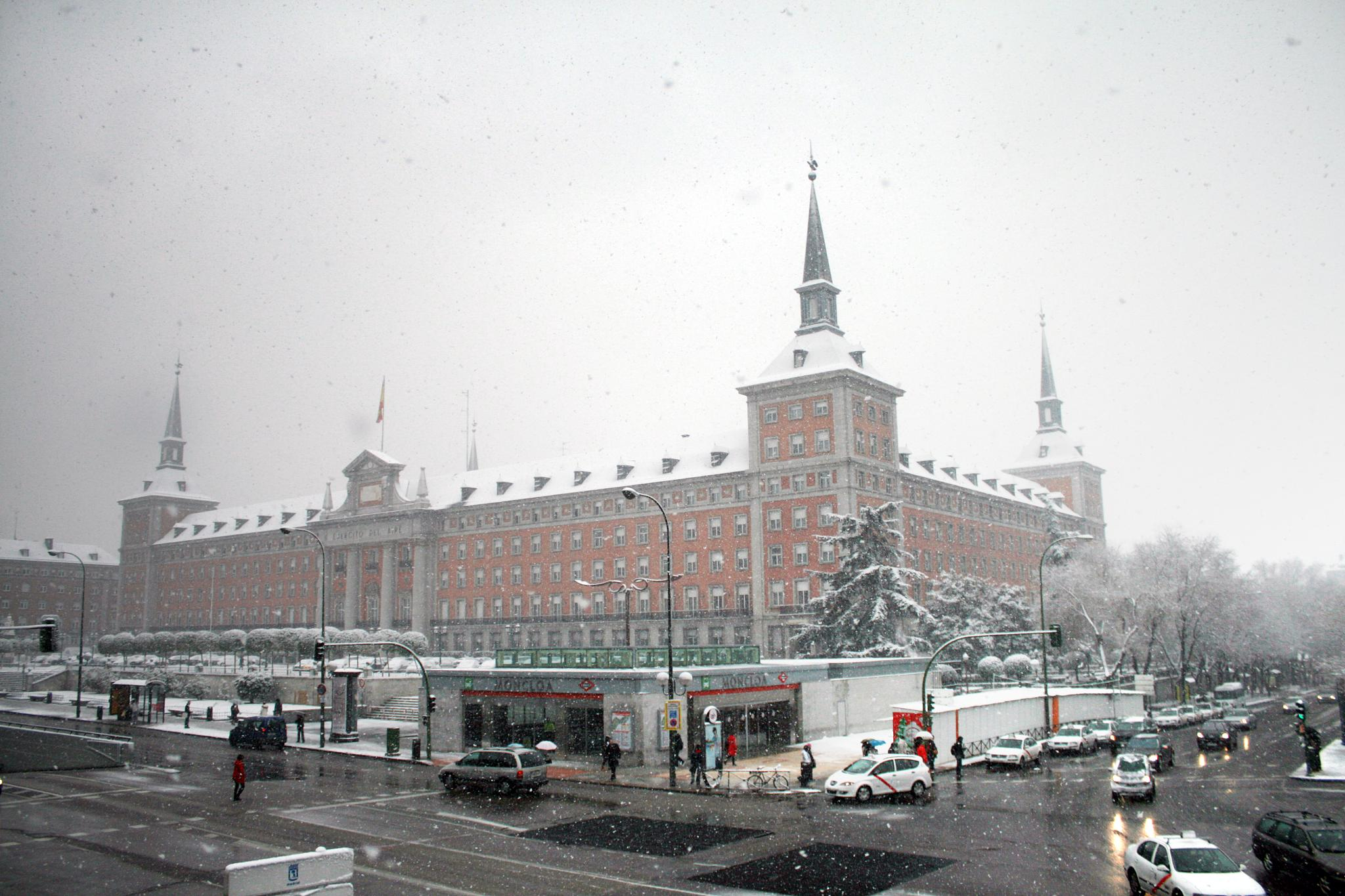
Hauptquartier der Spanischen Luftwaffe (Madrid).

Der zentrale operative Verband der spanischen Luft- und Weltraumstreitkräfte ist das Geschwader (sp. „Ala“, dt. Flügel), das mit einem Regiment beim Heer vergleichbar ist. Dieses wiederum ist in zwei oder drei Staffeln (sp. „Escuadrón“) unterteilt (bestehend aus 18–24 Flugzeugen).

### Führungsstellen und Verbände
An der Spitze der Spanischen Luft- und Weltraumstreitkräfte steht der Jefe de Estado Mayor del Ejército del Aire y del Espacio (JEMA). Ihm unterstehen drei Haupt- und drei Unterkommandos:
- Fuerza Aérea: Ordnet und überwacht den Dienstbetrieb und stellt die höchstmögliche Einsatzbereitschaft aller unterstellten Verbände sicher. Ist unterteilt in:
  - Mando Aéreo de Combate (MACOM): Ordnet und überwacht Kampfeinsätze
  - Mando Aéreo de Canarias (MACAN): Ordnet und überwacht Kampfeinsätze und Logistik auf den Kanarischen Inseln
  - Mando Aéreo General (MAGEN): Betrieb aller spanischen Luftwaffenstützpunkte
- Apoyo a la Fuerza: ist für den gesamten technischen, logistischen und Verwaltungsbetrieb zuständig
- Cuartel General: Koordination und Verbindung zwischen den Kommandos und dem Jefe de Estado Mayor del Ejército del Aire (JEMA)

### Stützpunkte
Der spanische Ejercito del Aire y del Espacio hat Militärflugplätze auf der iberischen Halbinsel und auf den Inseln. Bis auf wenige Ausnahmen handelt es sich um Flughäfen, die sowohl militärisch ala auch zivil genutzt werden. Die nur in geringem Umfang genutzten Plätze werden als „Aeródromo Militar“ klassifiziert und alle übrigen als „Base Aérea“. Daneben gibt es (hier nicht aufgeführt) noch kleinere Organisationseinheiten wie „agrupaciónes del Acuartelamiento Aéreo“.
- Base Aérea de Alcantarilla, Region Murcia
- Base Aérea de Armilla, Provinz Granada
- Base Aérea de Cuatro Vientos, Autonome Gemeinschaft Madrid
- Base Aérea de Gando, Provinz Las Palmas
- Base Aérea de Getafe, Autonome Gemeinschaft Madrid
- Base Aérea de Lanzarote, Provinz Las Palmas
- Base Aérea de León, Provinz León
- Base Aérea de Los Llanos, Provinz Albacete
- Base Aérea de Málaga, Provinz Málaga
- Base Aérea de Matacán, Provinz Salamanca
- Aeródromo Militar de Melilla, Melilla
- Base Aérea de Morón, Provinz Sevilla
- Base Aérea de Pollensa, Balearische Inseln
- Base Aérea de San Javier, Region Murcia
- Aeródromo Militar de Santiago, Provinz A Coruña
- Base Aérea de Son San Juan, Balearische Inseln
- Base Aérea de Talavera la Real, Provinz Badajoz
- Base Aérea de Torrejón, Autonome Gemeinschaft Madrid
- Base Aérea de Gando, Provinz Las Palmas
- Aeródromo Militar de Tenerife Norte, Provinz Santa Cruz de Tenerife
- Base Aérea de Villanubla, Provinz Valladolid
- Base Aérea de Zaragoza, Provinz Saragossa

### Dienstgrade
Offiziere
| NATO-Code | OF-10             | OF-9             | OF-8                | OF-7               | OF-6    | OF-5             | OF-4       | OF-3    | OF-2     | OF-1    | OF-1 | OF-D |
| --- | ----------------- | ---------------- | ------------------- | ------------------ | ------- | ---------------- | ---------- | ------- | -------- | ------- | ---- | ---- |
| Spanien |                   |                  |                     |                    |         |                  |            |         |          |         |      |      |
| Capitán General1 | General del Aire2 | Teniente General | General de División | General de Brigada | Coronel | Teniente Coronel | Comandante | Capitán | Teniente | Alférez |      |      |
| 1 Nur vom spanischen König als Oberkommandierenden der Streitkräfte bekleidet. 2 Nur vom Generalstabschef (JEMAD) und dem Generalstabschef der Luftstreitkräfte (JEMA) bekleidet. |                   |                  |                     |                    |         |                  |            |         |          |         |      |      |

Unteroffiziere und Mannschaften
| NATO-Code        | OR-9             | OR-9             | OR-9        | OR-9        | OR-9        | OR-9    | OR-8    | OR-8             | OR-7             | OR-7     | OR-6     | OR-6     | OR-6     | OR-6     | OR-6     | OR-6       | OR-5       | OR-5       | OR-5       | OR-5       | OR-5       | OR-5         | OR-4         | OR-4 | OR-3 | OR-3               | OR-2               | OR-2               | OR-2               | OR-2               | OR-2               | OR-2    | OR-1 |
| ---------------- | ---------------- | ---------------- | ----------- | ----------- | ----------- | ------- | ------- | ---------------- | ---------------- | -------- | -------- | -------- | -------- | -------- | -------- | ---------- | ---------- | ---------- | ---------- | ---------- | ---------- | ------------ | ------------ | ---- | ---- | ------------------ | ------------------ | ------------------ | ------------------ | ------------------ | ------------------ | ------- | ---- |
| Spanien          |                  |                  |             |             |             |         |         |                  |                  |          |          |          |          |          |          |            |            |            |            |            |            |              |              |      |      |                    |                    |                    |                    |                    |                    |         |      |
| Suboficial mayor | Suboficial mayor | Suboficial mayor | Subteniente | Subteniente | Subteniente | Brigada | Brigada | Sargento primero | Sargento primero | Sargento | Sargento | Sargento | Sargento | Sargento | Sargento | Cabo mayor | Cabo mayor | Cabo mayor | Cabo mayor | Cabo mayor | Cabo mayor | Cabo primero | Cabo primero | Cabo | Cabo | Soldado de primera | Soldado de primera | Soldado de primera | Soldado de primera | Soldado de primera | Soldado de primera | Soldado |      |

## Ausrüstung
Für ehemalige Luftfahrzeuge siehe

### Aktuelles Fluggerät
Das spanische Militär verwendet ein alpha-numerisches Kürzel zur Unterscheidung seiner Luftfahrzeugtypen. Der Buchstabe bezeichnet den Verwendungszweck gefolgt von einer fortlaufenden Nummer. Es gibt u. a. A Ataque (Schlachtflugzeug), C Caza-bombardero (Jagdbomber), D SAR, E Enseñanza (Schulung), P Patrulla, T Transporte, U Utilitarian (Mehrzweck) und V VTOL (Senkrechtstarter), Helikoptern wird das Präfix H vorangestellt.
| Luftfahrzeuge                          | Foto           | Herkunft                                              | Verwendung                                             | In Dienst      | Anmerkungen |                |
| Kampfflugzeuge                         | Kampfflugzeuge | Kampfflugzeuge                                        | Kampfflugzeuge                                         | Kampfflugzeuge | Kampfflugzeuge | Kampfflugzeuge |
| -------------------------------------- | -------------- | ----------------------------------------------------- | ------------------------------------------------------ | -------------- | --- | -------------- |
| Eurofighter Typhoon (C-16)             |                | Vereinigtes Königreich Deutschland Italien Spanien    | Mehrzweck-Kampfflugzeug                                | 70             | Im Juni 2022 bestellten die spanischen Luftstreitkräfte zunächst 20 weitere Flugzeuge. Diese sollen ab 2026 zulaufen und die auf den Kanarischen Inseln stationierten F/A-18 ersetzen. Im Dezember 2024 unterzeichnete das spanische Verteidigungsministerium den Vertrag zum Kauf von 25 Eurofightern, die ab 2030 die Teile der Flotte an F/A-18 Hornet, die in Torrejón und Saragossa stationiert sind, ersetzen sollen. |                |
| F/A-18 Hornet (C-15)                   |                | Vereinigte Staaten                                    | Mehrzweck-Kampfflugzeug                                | 85             | 53 EF-18M, 12 EF-18BM (Zweisitzerversion) und 20 EF-18A+ |                |
| Transportflugzeuge                     |                |                                                       |                                                        |                | |                |
| Airbus A400M (T/TK-23)                 |                | Deutschland Frankreich Spanien Vereinigtes Königreich | Taktisches Transportflugzeug / Luftbetankung           | 14             | Drei weitere im Zulauf. Von den insgesamt 27 bestellten Flugzeugen wurde der Bau von 13 bis nach 2024 verschoben. 10 dieser Maschinen sind nach derzeitigen Planungen für den Export vorgesehen. |                |
| CASA C-295 (T-21)                      |                | Spanien                                               | Taktisches Transportflugzeug                           | 13             | |                |
| CASA CN-235 (T/TR-19)                  |                | Spanien Indonesien                                    | Taktisches Transportflugzeug / Luftbildfotografie      | 10             | 2 davon für Luftbildfotografie (TR-19) |                |
| CASA C-212 Aviocar (T/TM-12)           |                | Spanien                                               | Taktisches Transportflugzeug / Schulflugzeug / SAR     | 11             | 1 davon elektronische Kampfführung (TM-12) |                |
| Airbus A310 (T-22)                     |                | Deutschland Frankreich Spanien Vereinigtes Königreich | Transportflugzeug                                      | 2              | Einsatz als Regierungsflugzeug |                |
| Airbus A330 MRTT (T/TK-24)             |                | Deutschland Frankreich Spanien Vereinigtes Königreich | Transportflugzeug                                      | 3              | Einsatz auch als Regierungsflugzeug, im Zulauf zunächst einer T-24 Umrüstung zur Luftbetankung (TK-24) ab 2023. |                |
| Dassault Falcon 900 (T-18)             |                | Frankreich                                            | Transportflugzeug                                      | 5              | VIP-Transport |                |
| Dassault Falcon 20 (TM-11)             |                | Frankreich                                            | Transportflugzeug / Elektronische Kampfführung         | 2              | |                |
| Cessna Citation V (TR-20)              |                | Vereinigte Staaten                                    | Transportflugzeug / Luftbildfotografie                 | 3              | |                |
| King Air C-90 (U-22)                   |                | Vereinigte Staaten                                    | Transportflugzeug                                      | 4              | |                |
| Aérospatiale AS 332 Super Puma (HT-21) |                | Frankreich                                            | Transporthubschrauber                                  | 4              | AS332M1 VIP-Transport |                |
| Aérospatiale AS 532 Cougar (HT-27)     |                | Frankreich                                            | Transporthubschrauber                                  | 2              | AS532UL VIP-Transport |                |
| Schulflugzeuge & -hubschrauber         |                |                                                       |                                                        |                | |                |
| CASA C-101 Aviojet (E-25)              |                | Spanien                                               | strahlgetriebenes Schul- und leichtes Erdkampfflugzeug | 42             | 7 davon in der Kunstflugstaffel Patrulla Águila. In der Rolle als Fortgeschrittenentrainer wurden die CASA C-101 ab 2022 weitestgehend von der Pilatus PC-21 ersetzt. 28 Flugzeuge sollen dennoch bis in die 2030er Jahre in Dienst bleiben. |                |
| Northrop F-5 Freedom Fighter (AE-9)    |                | Vereinigte Staaten                                    | strahlgetriebenes Schul- und leichtes Erdkampfflugzeug | 19             | Fortgeschrittenentrainer, ursprünglich 70 Flugzeuge |                |
| Pilatus PC-21 (E-27)                   |                | Schweiz                                               | Schulflugzeug                                          | 40             | Die PC-21 ersetzt in der Rolle des Fortgeschrittenentrainers die C-101 und als Basistrainer die ausgemusterte T-35 Pillán, sowie die C-101 in der Patrulla Águila. Größter PC-21 Betreiber in Europa. |                |
| Beechcraft F-33C Bonanza (E-24)        |                | Vereinigte Staaten                                    | Schulflugzeug                                          | 16             | |                |
| Airbus Helicopters H135 (HE-26)        |                | Deutschland                                           | Schulhubschrauber                                      | 4              | sieben weitere im Zulauf |                |
| Eurocopter EC 120 Colibri (HE-25)      |                | Frankreich Deutschland                                | Schulhubschrauber                                      | 15             | sechs davon in der Kunstflugstaffel Patrulla ASPA |                |
| Suche und Rettung                      |                |                                                       |                                                        |                | |                |
| CASA CN-235 (D-4)                      |                | Spanien Indonesien                                    | Seeaufklärer / SAR                                     | 8              | |                |
| NH90 (HD-29)                           |                | Deutschland Frankreich Italien Niederlande            | SAR / CSAR / MedEvac                                   | 7              | Weitere 5 im Zulauf |                |
| Sikorsky S-76 (HD-24)                  |                | Vereinigte Staaten                                    | SAR                                                    | 8              | von 1991 bis 2024 als Schulhubschrauber im Einsatz, in dieser Rolle wurden sie sukzessive durch Airbus Helicopters H135 ersetzt und sind fortan als Such- und Rettungshubschrauber in Dienst. |                |
| Aérospatiale AS 332 Super Puma (HD-21) |                | Frankreich                                            | SAR                                                    | 14             | 8 AS332B und 6 AS332C1 |                |
| Löschflugzeuge                         |                |                                                       |                                                        |                | |                |
| Canadair CL-415 (UD-14)                |                | Kanada                                                | Löschflugzeug                                          | 4              | von der UME betrieben |                |
| Canadair CL-215T (UD-13T)              |                | Kanada                                                | Löschflugzeug                                          | 10             | von der UME betrieben. Alle in der Version 215T (Turboprop). Von den ursprünglich 14 erworbenen Flugzeugen wurden vier im Jahr 2023 außer Dienst gestellt und versteigert. |                |
| Unbemannte Luftfahrzeuge               |                |                                                       |                                                        |                | |                |
| MQ-9 (NR-05)                           |                | Vereinigte Staaten                                    | UCAV                                                   | 4              | Die zunächst unbewaffneten Drohnen sollen laut einem Regierungsbeschluss vom November 2023 in Zukunft mit Luft-Boden-Raketen des Typs AGM-114 Hellfire ausgerüstet werden. |                |

### Neubeschaffungen
| Flugzeug                    | Foto | Herkunft | Typ                      | Bestellt | Anmerkungen |
| --------------------------- | ---- | -------- | ------------------------ | -------- | --- |
| CASA C-295                  |      | Spanien  | Seeaufklärer             | 16       | Acht C295W MPA sollen die außer Dienst gestellten Lockheed P-3 in der Rolle des Seeaufklärungs- und U-Jagd-Flugzeuges ersetzen. Darüber hinaus sollen acht C295W MSA die CASA CN-235 D-4 als Seeaufklärungs- und SAR-Flugzeuge ablösen. |
| De Havilland Canada DHC-515 |      | Kanada   | Löschflugzeug            | 7        | Im April 2024 gab das spanische Verteidigungsministerium die Modernisierung der bestehenden Flotte an Löschflugzeugen sowie den Kauf von sieben De Havilland Canada DHC-515 (einer Weiterentwicklung der Canadair CL-415) bekannt. Zwei der sieben Maschinen werden von der Europäischen Union finanziert und Teil des rescEU-Systems sein, wobei die Europäische Kommission die operative Kontrolle über diese beiden Flugzeuge behält und im Rahmen des Europäischen Katastrophenschutzes auch über ihren Einsatz entscheiden kann.        |
| Airbus SIRTAP               |      | Spanien  | Unbemanntes Luftfahrzeug |          | Der SIRTAP ist ein in Entwicklung befindliches spanisches unbemanntes Luftfahrzeug. Der Name ist ein Akronym von Sistema Remotamente Tripulado de Altas Prestaciones (spanisch für hochleistungsfähiges ferngesteuertes Luftfahrtsystem). Das Spanische Verteidigungsministerium hat neun Systeme, bestehend aus jeweils drei Luftfahrzeugen und einer Bodenstation, sowie zwei Simulatoren bestellt. Diese sollen sowohl vom Heer als auch von den Luftstreitkräften eingesetzt werden, die genaue Aufteilung ist jedoch noch nicht bekannt |

Im Rahmen einer im März 2015 bekannt gewordenen Langfristplanung soll die Anzahl verschiedener Hubschraubertypen bis 2040 bei allen spanischen Teilstreitkräften auf vier reduziert werden. Hierzu gehören für die Luftstreitkräfte lediglich die NH90 und zur Schulung die H135 von Airbus Helicopters. Die heutigen Schulhubschrauber Airbus H120 und Sikorsky S-76C sollen um 2027 außer Dienst gestellt werden.
Im Dezember 2024 prüfte Spanien eine Beteiligung am TAI-Hürjet-Programm. Laut einem Memorandum of Understanding ging es um die gemeinsame Entwicklung eines Fortgeschrittenentrainers als Ersatz für die spanischen F-5. Ziel einer Beteiligung war auch die Herstellung der Flugzeuge in Spanien. Als Ersatz für die F-5 kommen aber auch die T-7A Red Hawk, KAI T-50/FA-50 Golden Eagle oder die Alenia Aermacchi M-346 Master in Frage. Der Prototyp der Hürjet war schon im Sommer 2024 für Flugversuche in Spanien.

### Waffensysteme
Flugabwehrwaffen:
- Aspide mit Skyguard (/)
- Mistral ()

Luft-Luft-Raketen:
- AIM-7 P Sparrow ()
- AIM-9 L/JULI Sidewinder ()
- AIM-120 B/C AMRAAM ()
- IRIS-T ()
- MBDA Meteor ()

Luft-Boden-Raketen:
- AGM-65 G Maverick ()
- AGM-88 B HARM ()

Seezielflugkörper:
- AGM-84 D Harpoon ()

Marschflugkörper:
- Taurus KEPD 350 ()

Bomben:
- Paveway II ()
- Paveway III ()
- GBU-38 JDAM ()

## Kunstflugstaffeln

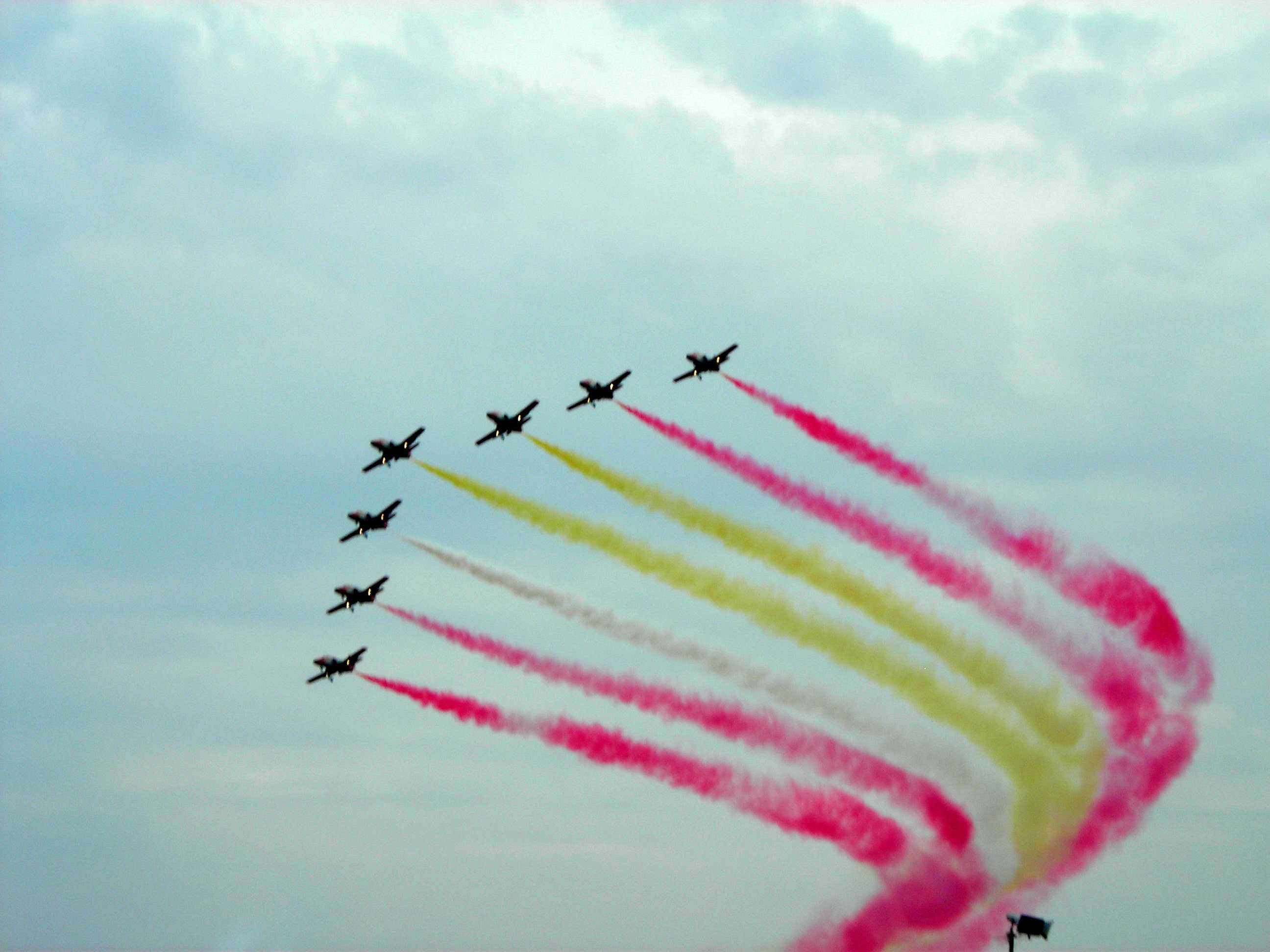
Die Patrulla Águila zeichnet die spanische Flagge in den Himmel

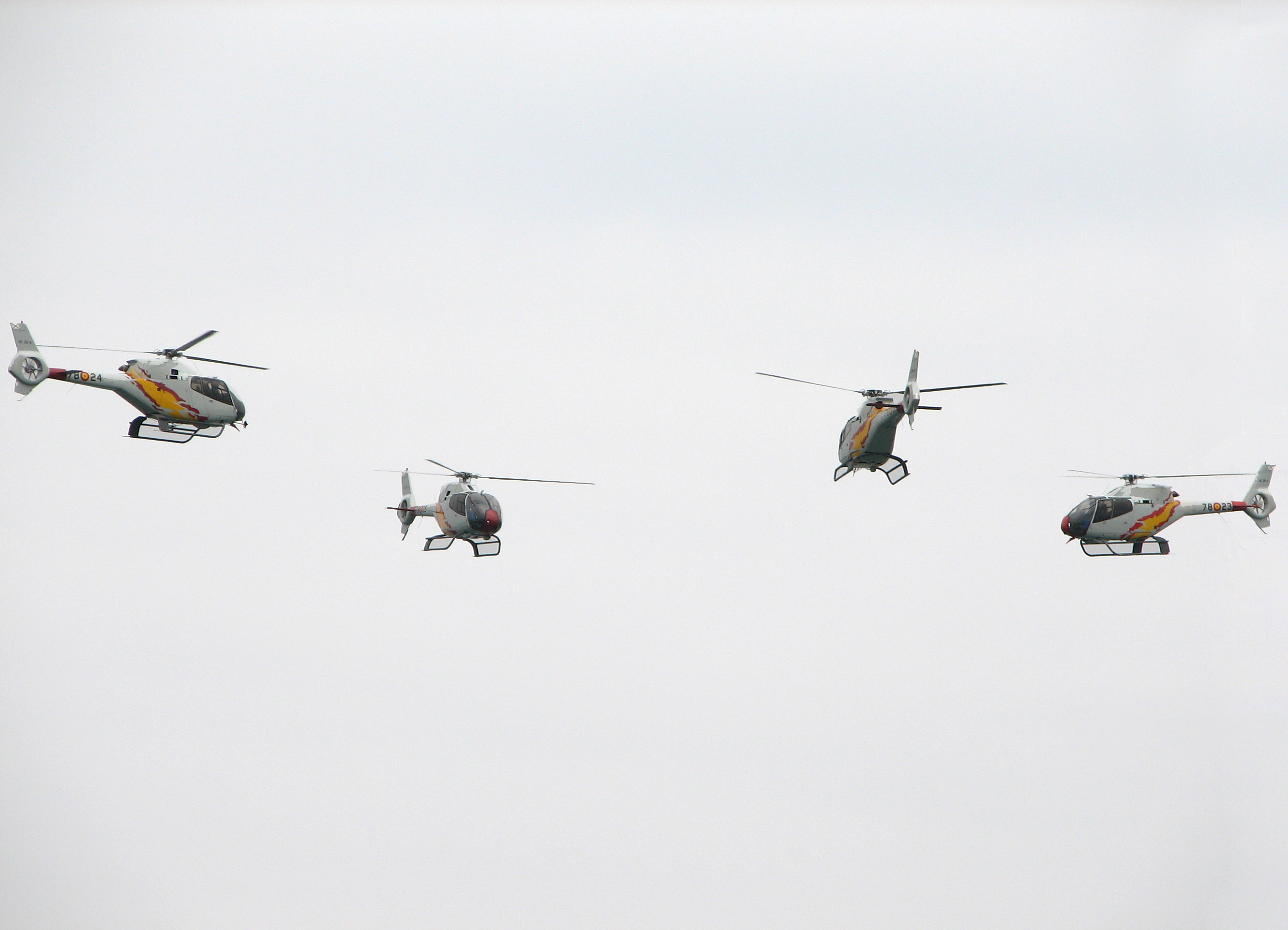
Die Patrulla ASPA bei einer Flugschau in Gijón

### Patrulla Águila
Hauptartikel: Patrulla Águila
Die Patrulla Águila (dt.: Adlerpatrouille) ist die Kunstflugstaffel der spanischen Luftstreitkräfte. Sie wurde am 4. Juli 1985 gegründet, ist heute auf der Luftwaffenbasis San Javier nahe La Manga del Mar Menor stationiert und fliegt von dort aus sieben spanische CASA C 101 Aviojet. Sie folgte dem 1956 gegründeten ersten Kunstflugteam der Spanischen Luftstreitkräfte mit dem Namen Ascua nach. Dieses flog North American F-86F Sabre. Die vier Maschinen erhielten keinen gesonderten Anstrich oder Markierungen. Erste Auftritte fanden noch 1956 unter anderem in Rom statt. Der letzte bekannte Auftritt der Ascua genannten Gruppe fand 1962 auf der deutschen Spangdahlem Air Base statt.

### Patrulla ASPA
Hauptartikel: Patrulla ASPA
Die Patrulla ASPA (die Abkürzung ASPA steht für die Pilotengewerkschaft Asociación Sindical de Pilotos de Aviación und ist deckungsgleich mit dem spanischen Wort aspa, deutsch Rotorblatt) ist die Hubschrauber-Kunstflugstaffel der spanischen Luftstreitkräfte. Sie wurde am 23. September 2003 gegründet und besteht aus sechs Eurocopter EC 120 mit je zwei Piloten. Den ersten Auftritt hatte die Hubschrauber-Kunstflugstaffel am 16. Mai 2004 in Sevilla. Die Patrulla ASPA ist auf der Luftwaffenbasis Armilla, nahe Granada, stationiert.

## Zwischenfälle
In Auszügen werden hier Unfälle von Transportflugzeugen der Spanischen Luftstreitkräfte aufgeführt.
- Am 8. Juni 1965 kollidierten zwei CASA 352 (Lizenzbau der Junkers Ju 52/3m) der Spanischen Luftstreitkräfte in der Nähe des Luftwaffenstützpunktes Alcantarilla bei Murcia. Die beiden Flugzeuge (Luftfahrzeugkennzeichen T.2B-229 und T.2B-230) stießen innerhalb einer Formation von neun CASA 352 beim Absetzen von Fallschirmspringern zusammen und stürzten ab. Alle sechs Besatzungsmitglieder der beiden Maschinen sowie acht Fallschirmspringer an Bord einer der Maschinen wurden getötet.[23][24]

- Am 27. Juli 1971 wurde eine CASA 352 (Lizenzbau der Junkers Ju 52/3m) der Spanischen Luftstreitkräfte (T.2B-198) an einem unbekannten Ort irreparabel beschädigt. Über Personenschäden ist nichts bekannt. Dies war der letzte Totalschaden einer Ju 52 und ihrer Nachbauten im regulären Betrieb einer Linienfluggesellschaft oder Luftwaffe.[25]

- Am 9. August 1976 verunglückte eine Douglas DC-4/C-54E-15-DO der Spanischen Luftstreitkräfte (T.4-11) in hügeligem Gelände nahe Vejer de la Frontera (Spanien) und brannte aus. Von den 32 Insassen kamen 12 ums Leben.[26]

- Am 19. Januar 1977 wurde ein Transportflugzeug des Typs CASA C-207 Azor der Spanischen Luftstreitkräfte (T.7-15) in der Nähe von Chiva (Valencia) beim Anflug auf den Flughafen Valencia (Spanien) in eine Bergflanke geflogen. Durch diesen CFIT (Controlled flight into terrain) wurden alle 11 Insassen getötet, fünf Besatzungsmitglieder und 6 Passagiere.[27]